# MŠK Žilina
Az MŠK Žilina  az egyik legismertebb és legeredményesebb szlovák labdarúgócsapat. Székhelye Zsolnán található. A klubot 1908 végén hozták létre, hivatalosan 1909. június 20-án alapították. 
Csehszlovákiában a csapat 1924-ben megnyerte a közép-szlovákiai amatőr bajnokságot. 1928-ban és 1929-ben az amatőr szlovák bajnokság nyertesei. Csehország német megszállása után, a létrejött önálló Szlovákiában a csapatok saját bajnokságot alapítottak. Ebben az időszakban szerepelt először a klub az élvonalban. Legjobb eredménye három harmadik helyezés volt. A második világháborút követően Csehszlovákia újraalakult és az 1945–46-os szezonban szerepelt először a csehszlovák élvonalban. Legjobb eredményét a következő szezonban érte el, amikor a 4. helyen végzett. 
Összesen 31 idényt töltött a csehszlovák élvonalban és ötször esett ki, utoljára az 1987–88-as idényben. Az élvonalba, az 1993-tól az újra megrendezésre kerülő szlovák labdarúgó-bajnokságban tért vissza. Hétszeres szlovák bajnok, ezzel bajnoki címek számában a Slovan Bratislava mögött a második helyen áll.

## Története
A klub 1909. június 20-án alakult az akkori neve Zsolnai Testgyakorlók Köre volt. 1919-ben a csapat neve SK Žilina lett szlovákul. Mai nevét, MŠK Žilina 1995-ben kapta.

### Az egyesület nevei
A klub fennállása során több alkalommal is nevet változtatott. Ezek a következők voltak:
- 1908 – 1919 : Zsolnai TK (Zsolnai Testgyakorlók Köre)
- 1919 – 1948 : SK Žilina
- 1948 – 1953 : Sokol Slovena Žilina
- 1953 – 1956 : Jiskra Slovena Žilina
- 1956 – 1963 : DSO Dynamo Žilina
- 1963 – 1967 : Jednota Žilina
- 1967 – 1990 : TJ ZVL Žilina
- 1990 – 1995 : ŠK Žilina
- 1995 - : MŠK Žilina

### A csehszlovák élvonalban
Csehszlovákiában a csapat 1924-ben megnyerte a közép-szlovákiai amatőr bajnokságot, majd az 1927–28-as és 1928–29-es idényben a nem hivatalos szlovák bajnokságot. A szlovák csapatok ekkortájt még nem szerepeltek az első számú bajnokságnak számító csehszlovák professzionális bajnokságban. A klub az 1945–46-os idényben szerepelt először a csehszlovák élvonalban, ahol összesen 31 idényt töltött el. 5 alkalommal esett ki utoljára az 1987–88-as idényben.
A klub 1961-ben bejutott a csehszlovák kupa döntőjébe, ahol kikapott a Dukla Praha csapatától, amely a bajnokságot is megnyerte, így a zsolnai klub indulhatott a kupagyőztesek Európa kupájában, ahol a negyeddöntőben az előző évi győztes, Fiorentina verte ki. 1974-ben a közép-európai kupa döntőjébe jutott, ahol a Tatabányai Bányász győzte le.

### A szlovák élvonalban
Csehszlovákia 1993-as kettéválása után az MŠK Žilina a szlovák labdarúgó-bajnokság állandó tagjává vált, kivéve 1995–96-os idényt, amelyet a második vonalban töltött.
2000 őszén a korábbi csehszlovák válogatott hátvéd, Ladislav Jurkemik lett az együttes vezetőedzője. Az ő munkásságának eredményeként jelentősen megváltozott a csapat mentalitása. Jurkemik a 2001–02-es idényben szlovák szövetségi kapitány lett és az idény felénél távozott a klubtól. Helyére a cseh Leoš Kalvoda került, akinek a segítségével már négy fordulóval a bajnokság vége előtt, megszerezte a csapat az első bajnoki címét.
A 2002–03-as idényben Milan Lešický vezetőedző irányította a csapatot. Az utolsó előtti fordulóban a nagy rivális Slovan Bratislava volt az ellenfél Pozsonyban. A Slovan a 12. percben vezetést szerzett, és ezt csak a 77. percben sikerült kiegyenlítenie a zsolnai csapatnak. A győztes gólt Marek Mintal szerezte a 90. percben tizenegyesből és így az utolsó forduló eredményétől függetlenül újra bajnok lett az MŠK Žilina.
A 2003–04-es idényben a klub a Bajnokok ligája 2. selejtezőkörében kiverte az izraeli Makkabi Tel-Aviv csapatát 2-1-es összesítéssel. A következő fordulóban a Chelsea csapatával szemben esélyük sem volt. Két vereség, 0-5-ös összesítéssel kiestek és az UEFA-kupában folytatták a nemzetközi szereplést. Itt a holland FC Utrecht ellen két újabb vereség és 0-6 lett összesített eredmény, melynek következtében a vezetőedző Lešický távozni kényszerült. A következő edző a kevésbé ismert, cseh Juraj Šimurka lett, aki három hónapot dolgozott a klubnál, majd visszatért a kezdeti sikerek megalapozója Ladislav Jurkemik. A csapat megszerezte, sorozatban harmadik bajnoki címét. A második helyezett Dukla Banská Bystrica csapatával egyaránt 64-64 pontot szerzett és jobb volt a gólkülönbsége, de az elsőséget a két csapat egymás elleni eredményei döntötték el, ami a zsolnai klubnak volt sokkal kedvezőbb (2 győzelem és 2 döntetlen). Ebben az idényben esett ki az első osztályból a nagy rivális Slovan Bratislava.
A következő két idényben nem sikerült az aranyérem megszerzése a bajnokságban. Először másodikak lett a csapat Jurkemik irányításával. Majd a negyedik helyen végzett a bajnokságban, három edző közreműködésével: Pecze Károly, Milan Nemec és Marijan Vlak.
A 2006–07-es idényt a cseh Pavel Vrba irányításával kezdte a csapat. Több új játékos beépítésével a csapatba, élvezetes támadó szellemű labdarúgást játszott az együttes, melynek meglett az eredménye: a klub negyedszer is bajnok lett.
A következő idényben ismét a Bajnokok ligájában indulhatott a klub. Az első selejtezőkörben a luxemburgi F91 Dudelange csapatát búcsúztatta, 7-5-ös összesítéssel. A következő fordulóban a cseh bajnok Slavia Praha együttesével került össze. Csehszlovákia kettéválása után a cseh és szlovák csapatok között külön rivalizálás folyik. Mindkét mérkőzés 0-0-s döntetlennel zárult és végül tizenegyesekkel jutott tovább a Slavia. A hazai bajnokságban az MŠK Žilina ismét visszakerült a dobogóra és ezüstérmes lett.

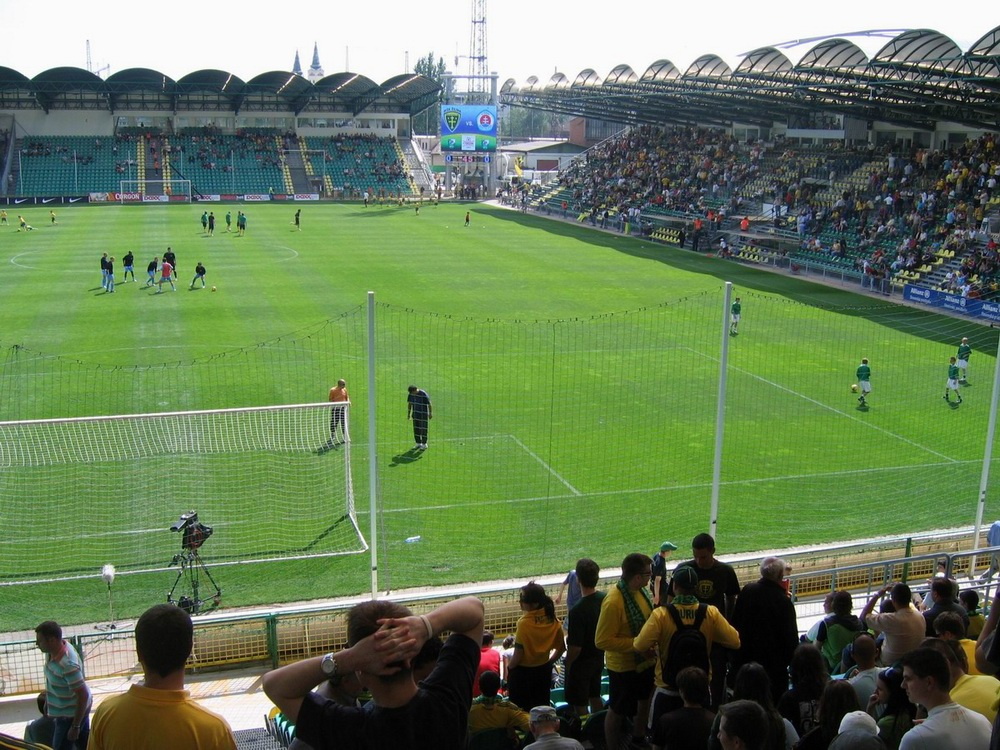
MŠK Žilina – ŠK Slovan Bratislava mérkőzés, 2009 májusában

A 2008–09-es idényt a csapat kiválóan kezdte, az első hat bajnoki mérkőzéséből ötöt megnyert, egy döntetlen lett és 16-1 volt a gólkülönbsége. Az UEFA-kupa küzdelmeiben is jól szerepelt, először a fehérorosz MTZ-RIPA csapatát verte ki, majd a cseh Slovan Liberecet. A csoportkörbe jutáshoz a következő ellenfél a bolgár Levszki Szófia volt. Eközben a csapat bajnoki mérkőzéseken változó eredményeket ért el és a Levszki elleni első, hazai mérkőzésen elért 1-1 után Pavel Vrba távozni kényszerült. Az új edző, Dušan Radolský vezetésével meglepetésre sikerült Szófiában 1-0-ra nyerni a csapatnak és az UEFA-kupa csoportkörébe jutott ezzel.
A sorsolás eredményeként az F csoportba került, a Hamburger SV, az Ajax, a Slavia Praha és az Aston Villa társaságába. Bár idegenben 2-1-re legyőzte az Aston Villa csapatát, a klub a negyedik helyen végzett és nem jutott tovább, de megelőzte a cseh Slavia Praha csapatát. A szlovák bajnokságban az idényt ismét a második helyen zárta a csapat. Áprilisban Radolský is távozott. Helyére, egy hónapra Vladimír Kuťka került, majd májusban a cseh Pavel Hapal lett a vezetőedző.

## Eredmények

### Amatőr bajnokságok
Az 1935–36-os szezonig nem szerepelt szlovák csapat a professzionális, országos bajnokságban. A szlovák csapatok részére kiírt, amatőr szintű bajnokságban két alkalommal is az első helyen végzett a csapat (1927–28, 1928–29), bár ezek az eredmények nem tekinthetőek hivatalos bajnoki címnek.

### Csehszlovák élvonalbeli bajnoki szereplések
A csapat összesen 31 alkalommal szerepelt a csehszlovák labdarúgó-bajnokságban. Legjobb helyezése az 1946-47-es idényben elért 4. hely volt. Négy alkalommal lett ötödik: először az 1948-as őszi bajnokságban és sorozatban háromszor 1971–72-es, 1972–73-as és 1973–74-es idényekben. Az élvonalból öt alkalommal esett ki. Utoljára az 1987–88-as idényben. 1993 óta, Szlovákia önállóvá válása után, lett ismét élvonalbeli a klub a szlovák labdarúgó-bajnokságában.
- Csehszlovák labdarúgó-bajnokság (1945 – 1993)

| Idény    | Helyezés | Idény   | Helyezés | Idény   | Helyezés | Idény    | Helyezés |
| -------- | -------- | ------- | -------- | ------- | -------- | -------- | -------- |
| 1945–46* | 6. hely  | 1946–47 | 4. hely  | 1947–48 | 9. hely  | 1948 ősz | 5. hely  |
| 1949     | 7. hely  | 1950    | 12. hely | 1951    | 9. hely  | 1952     | 7. hely  |
| 1954     | 8. hely  | 1955    | 9. hely  | 1956    | 11. hely | 1958–59  | 13. hely |
| 1961–62  | 11. hely | 1966–67 | 7. hely  | 1967–68 | 12. hely | 1968–69  | 7. hely  |
| 1969–70  | 12. hely | 1970–71 | 9. hely  | 1971–72 | 5. hely  | 1972–73  | 5. hely  |
| 1973–74  | 5. hely  | 1974–75 | 12. hely | 1975–76 | 12. hely | 1976–77  | 10. hely |
| 1977–78  | 16. hely | 1982–83 | 11. hely | 1983–84 | 13. hely | 1984–85  | 14. hely |
| 1985–86  | 13. hely | 1986–87 | 12. hely | 1987–88 | 15. hely |          |          |

*1945–46-ban két csoportban játszották a bajnokságot Az A és B csoport győztesei rájátszásban döntötték el a bajnoki cím sorsát. A zsolnai csapat a B csoportban lett 6. helyezett

### Szlovák élvonalbeli bajnoki szereplések
Az első önállónak nevezhető szlovák labdarúgó-bajnokságot 1939-ben, Csehország német megszállása után tartották. A klub SK Žilina néven 3 bronzérmet szerzett ebben az időszakban. 1944 őszén a bajnokság megszakadt. A második világháború után a klub a csehszlovák labdarúgó-bajnokságban szerepelt 1988-ig, amikor kiesett az élvonalból. 1993-tól, az önálló Szlovákia megalakulásától kezdve a szlovák labdarúgó-bajnokság tagja. Egy alkalommal az 1994–95-ös szezon végén a csapat kiesett a szlovák élvonalból és egy szezont alacsonyabb osztályban töltött. 1993 óta hét bajnokságot nyert meg a zsolnai klub. Ezzel az eredménnyel a második legeredményesebb csapat a szlovák labdarúgó-bajnokság első osztályában.
- Szlovák labdarúgó-bajnokság
  - bajnok (7): 2001–02, 2002–03, 2003–04, 2006–07, 2009-10, 2011-12, 2016-17
  - ezüstérmes (4): 2004–05, 2007–08, 2008–09, 2014-15
  - bronzérmes (4): 1939, 1939–40, 1941–42, 2010-11

| Idény   | Helyezés | Idény   | Helyezés | Idény   | Helyezés |
| ------- | -------- | ------- | -------- | ------- | -------- |
| 1939    | 3. hely  | 1939–40 | 3. hely  | 1940–41 | 8. hely  |
| 1941–42 | 3. hely  | 1942–43 | 9. hely  | 1943–44 | 6. hely  |

| Idény    | Helyezés | Idény    | Helyezés | Idény   | Helyezés | Idény   | Helyezés |
| -------- | -------- | -------- | -------- | ------- | -------- | ------- | -------- |
| 1993–94* | 5. hely  | 1994–95* | 12. hely | 1996–97 | 9. hely  | 1997–98 | 7. hely  |
| 1998–99  | 6. hely  | 1999–00  | 8. hely  | 2000–01 | 5. hely  | 2001–02 | BAJNOK   |
| 2002–03  | BAJNOK   | 2003–04  | BAJNOK   | 2004–05 | 2. hely  | 2005–06 | 4. hely  |
| 2006–07  | BAJNOK   | 2007–08  | 2. hely  | 2008–09 | 2. hely  | 2009–10 | BAJNOK   |
| 2010–11  | 3. hely  | 2011–12  | BAJNOK   | 2012–13 | 7. hely  | 2013–14 | 9. hely  |
| 2014–15  | 2. hely  | 2015–16  | 5. hely  | 2016–17 | BAJNOK   | 2017–18 | 4. hely  |
| 2018–19  | 4. hely  | 2019–20  | 2. hely  | 2020–21 | 4. hely  | 2021–22 |          |

*Az alapszakaszt rájátszás követte.
A szlovák élvonal örökranglistája
| Helyezés | Klub                 | Bajnoki címek száma |
| -------- | -------------------- | ------------------- |
| 1. hely  | ŠK Slovan Bratislava | 11                  |
| 2. hely  | MŠK Žilina           | 7                   |
| 3. hely  | FK Inter Bratislava  | 2                   |
|          | MFK Košice*          | 2                   |
|          | MFK Petržalka*       | 2                   |
|          | AS Trenčín*          | 2                   |
|          | MFK Ružomberok*      | 1                   |

*Korábban 1. FC Košice és FC Artmedia Petržalka néven szerepeltek a fenti csapatok.

### Szereplések a csehszlovák labdarúgókupában
A klub egy alkalommal, 1961-ben szerepelt a csehszlovák labdarúgókupa döntőjében, ahol vereséget szenvedett a Dukla Praha csapatától.
- Csehszlovák labdarúgókupa (Československý Pohár)
  - ezüstérmes (1): 1961

### Szereplések a szlovák labdarúgókupában

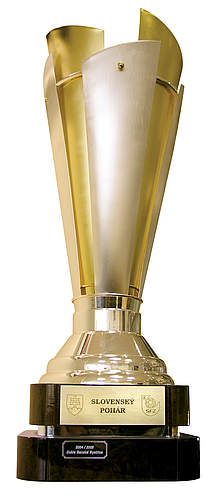
A szlovák kupa

A klub összesen ötször szerepelt a szlovák labdarúgókupa döntőjében és egy alkalommal hódította el a trófeát. A régi kupa nyertese a csehszlovák kupa döntőjébe jutott. 1993 óta az új szlovák kupa döntőjében még nem szerepelt a zsolnai klub.
- Szlovák labdarúgókupa (Slovenský Pohár)
  - kupagyőztes (2): 1961, 2012
  - ezüstérmes (4): 1977, 1980, 1986, 1990
- Szlovák labdarúgó-szuperkupa (Slovenský Superpohár)
  - győztes (5): 2003, 2004, 2007, 2010, 2012
  - ezüstérmes (1): 2002

### Nemzetközi szereplések
- Kupagyőztesek Európa-kupája
  - negyeddöntős: 1961–62
- Közép-európai kupa
  - ezüstérmes (1): 1974

### Az MŠK Žilina összes nemzetközi kupamérkőzése
Az MŠK Žilina összes nemzetközi kupamérkőzése 1961 és 2009 között.

## Játékoskeret
2021. augusztus 2-i állapotnak megfelelően.
| #  |     | Poszt | Név                |
| -- | --- | ----- | ------------------ |
| 1  | SVK | K     | Marek Teplan       |
| 2  | SVK | V     | Dominik Javorček   |
| 5  | SVK | V     | Adam Kopas         |
| 6  | SVK | CS    | Adrián Kaprálik    |
| 7  | SVK | KP    | Patrik Myslovič    |
| 8  | NGA | CS    | Taofiq Jibril      |
| 9  | SVK | KP    | Miroslav Gono      |
| 11 | ARM | KP    | Vahan Bichakhchyan |
| 13 | NGA | CS    | Tenton Yenne       |
| 14 | POL | V     | Jakub Piotr Kiwior |
| 16 | SVK | CS    | Patrik Iľko        |
| 17 | SVK | KP    | Jakub Paur ()      |
| 18 | MKD | KP    | Enisz Fazlagikj    |
| 19 | SVK | CS    | Timotej Jambor     |

| #  |     | Poszt | Név               |
| -- | --- | ----- | ----------------- |
| 20 | SVK | CS    | Adam Goljan       |
| 21 | SVK | KP    | Ján Bernát        |
| 22 | SVK | K     | Samuel Petráš     |
| 23 | SVK | V     | Ján Minárik       |
| 24 | SVK | KP    | Tibor Slebodník   |
| 25 | SVK | V     | Tomáš Nemčík      |
| 27 | SVK | V     | Branislav Sluka   |
| 28 | GHA | V     | Benson Anang      |
| 29 | SVK | CS    | Dávid Ďuriš       |
| 30 | SVK | K     | Ľubomír Belko     |
| 32 | SVK | CS    | Kristián Bari     |
| 66 | SVK | KP    | Matúš Rusnák      |
| 90 | POL | CS    | Dawid Kurminowski |

## Ismertebb játékosok
| - Tibor Chobot - Ľubomír Faktor - Stanislav Griga - Viliam Hýravý - Viliam Jakubčík - Anton Krásnohorský - Vladimír Kinier - Branislav Labant - Vladimír Labant - Marek Mintál - Alexander Horváth | - Tomáš Hubočan - Ladislav Molnár - Priboj István - Ľubomír Reiter - Albert Rusnák - Branislav Rzeszoto - Stanislav Šesták - Štefan Tománek - Radoslav Zabavník - Štefan Slezák - Ivan Žiak |

## Az MŠK Žilina gólkirályai az élvonalban
Csehszlovák élvonal
- 1955: Emil Pazicky, 19 gól[12]

Szlovák élvonal
- 1939: Rudolf Beniač, 13 gól
- 2001–02: Marek Mintál, 21 gól
- 2002–03: Marek Mintál és Martin Fabuš* 20 gól[13]

* Martin Fabuš idény közben igazolt a zsolnai csapathoz. Góljai egy részét a Laugaricio Trenčín csapatában érte el.

## A klub eddigi edzői
Vezetőedzők 1970 előtt
- Vágó N. 1928–29
- Priboj István 1935–37
- Mally Antal 1946–47
- Štefan Jačiansky 1950-es évek
- Alexander Bartosziewicz 1956
- Teodor Zvara
- Marošváry N.

Vezetőedzők 1970-től
| - Teodor Reiman 1970–73 - Jozef Marušin 1973 - Michal Baránek 1974–75 - Jozef Marko 1975–77 - Eduard Hančin 1977–78 - Michal Pucher 1978 - Pecze Károly 1979–81 - Viliam Meissner 1981–82 - Kamil Majerník 1982–84 - Emil Bezdeda 1984–85 - Jozef Jankech 1985–87 - Albert Rusnák 1987–88 - Vladimír Židek 1988 | - Karel Brückner 1988–89 - Oldřich Sedláček 1989–91 - Jozef Zigo 1991–93 - Miroslav Kráľ 1994 - Štefan Slezák 1994–95 - Jozef Zigo 1995 - Stanislav Griga 1995–96 - Dušan Radolský 1996–97 - Anton Jánoš 1998–99 - Jozef Barmoš 1999–00 - Miroslav Turianik 2000 - Ladislav Jurkemik 2000–01 - Leoš Kalvoda 2002 | - František Komňacký 2002 - Jaroslav Rybár 2003 - Milan Lešický 2003 - Juraj Šimurka 2003 - Ladislav Jurkemik 2004–05 - Pecze Károly 2005 - Milan Nemec 2005 - Marijan Vlak 2006 - Pavel Vrba 2006–08 - Dušan Radolský 2008–09 - Vladimír Kuťka 2009 - Pavel Hapal 2009– |

## Stadion

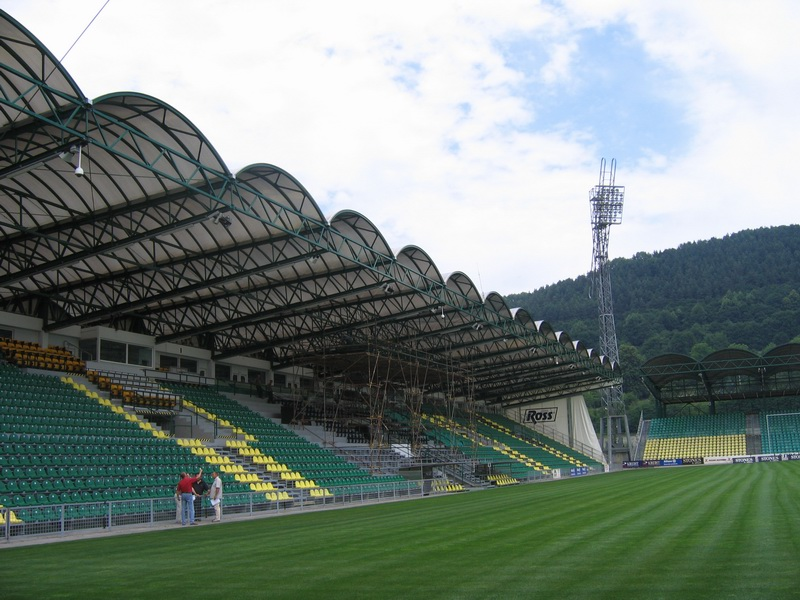
Štadión Pod Dubňom

Az eredeti stadion 1941-ben készült el, előtte a klub az ugyanezen a területen található sportpályát használta. 2002-ben megkezdődött a stadion jelentős átalakítása, amely jelenleg is tart és a terveknek megfelelően a 2011–12-es idényre fejeződik be. Jelenleg 8 400 néző foglalhat helyet a lelátókon, ez növekedne 15 000 főre a bővítést követően.